# Михайлов Григорій Якович

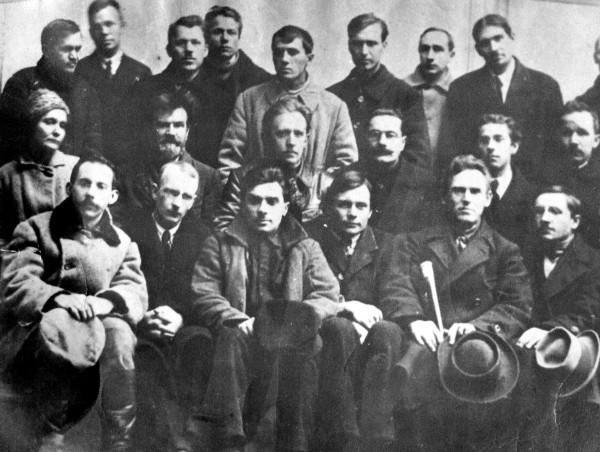
Зустріч харківських і київських митців. Київ, 1923 р. З ліва на право, перший ряд: Максим Рильський, Юрій Меженко, Микола Хвильовий, Майк Йогансен, Григорій Михайлов, Михайло Вериківський. Другий ряд: Наталя Романович, Михайло Могилянський, Василь Еллан-Блакитний, Сергій Пилипенко, Павло Тичина, Павло Филипович. У третьому ряду стоять: Дмитро Загул, Микола Зеров, Михайло Драй-Хмара, Григорій Косинка, Володимир Сосюра, Тодось Осьмачка, Володимир Коряк, Михайло Івченко

Михайлов Григорій Якович (*1898, Товкачівка — †23 липня, 1938, тюрма НКВС СССР) — український письменник, драматург, кіносценарист. Член літературних товариств у радянській зоні окупації України.
Жертва сталінського терору.

## Життєпис
Народився у Товкачівці Чернігівської губернії, поблизу Прилуки.
Закінчив Київський комерційний інститут.
Убитий у тюрмі НКВД СРСР 1938.

## Творчість
Автор п'єс: «Хіба такої ночі можна спати?» (1916), «Кум» (1927), кіносценаріїв, інсценізацій творів Шолом Алейхема.